# Idrottsklubben Sirius Fotboll
L'Idrottsklubben Sirius Fotboll, noto nella sua forma abbreviata come IK Sirius o semplicemente Sirius, è una squadra di calcio svedese, sezione calcistica maschile dell'omonima società polisportiva con sede nella città di Uppsala. Milita in Allsvenskan, la massima divisione del campionato svedese.

## Storia
Fondato nel 1907, il Sirius raggiunse uno dei risultati di maggior prestigio nel 1924 quando giocò la finale della Svenska Mästerskapet di quell'anno (competizione che all'epoca metteva in palio il titolo di Campione di Svezia), incontro poi perso 5-0 contro il Fässbergs IF.
Di lì iniziò un periodo durato oltre 40 anni in cui la squadra disputò campionati minori senza ottenere risultati di rilievo. Nel 1969 il Sirius partecipò per la prima volta all'Allsvenskan, retrocedendo immediatamente visto l'ultimo posto in classifica. La seconda partecipazione arrivò nel 1973 e si concluse con una salvezza (grazie anche alla presenza di alcuni buoni giocatori fra cui il nazionale Roland Grip), ma l'anno successivo i nerazzurri chiusero al penultimo posto e dovettero ricominciare quella che sarà una nuova lunga parentesi nelle serie minori.
Nel corso degli anni '80 la squadra scese al punto tale da dover militare nella quarta serie nazionale. Gli anni '90 videro il Sirius impegnato in seconda serie, torneo all'epoca denominato Division 1 ma corrispondente all'attuale Superettan. I primi sette anni del nuovo millennio coincisero con una nuova parentesi nel terzo campionato nazionale, interrotti dalla promozione del 2006 ottenuta sotto la guida del giovane tecnico Magnus Pehrsson.
Dopo un ulteriore periodo in terza serie tra il 2010 e il 2013, il Sirius centrò rispettivamente un 6º posto nella Superettan 2014, un 3º posto nella Superettan 2015 con conseguente qualificazione agli spareggi (promozione sfumata per la regola dei gol in trasferta) e infine un 1º posto nella Superettan 2016 che consentì il ritorno in Allsvenskan dopo 42 anni. Dopo la lunga attesa, la prima stagione nella massima divisione si concluse con un 7º posto con 40 punti. La salvezza diretta arrivò tuttavia anche nelle successive stagioni, seppur con piazzamenti finali compresi nella seconda metà della classifica.

## Organico

### Rosa 2023
Aggiornata al 26 ottobre 2023.
| N. |                               | Ruolo | Calciatore              |
| -- | ----------------------------- | ----- | ----------------------- |
| 1  | Macedonia del Nord (bandiera) | P     | David Mitov Nilsson     |
| 2  | Svezia (bandiera)             | C     | Adam Hellborg           |
| 3  | Svezia (bandiera)             | D     | Karl Larson             |
| 4  | Svezia (bandiera)             | D     | Kristopher Da Graca     |
| 5  | Svezia (bandiera)             | C     | Jamie Roche             |
| 6  | Danimarca (bandiera)          | D     | Marcus Mathisen         |
| 7  | Svezia (bandiera)             | C     | Filip Rogić             |
| 8  | Svezia (bandiera)             | D     | Tim Björkström          |
| 9  | Svezia (bandiera)             | A     | Christian Kouakou       |
| 10 | Svezia (bandiera)             | C     | Melker Heier            |
| 11 | Svezia (bandiera)             | C     | Filip Olsson            |
| 14 | Islanda (bandiera)            | C     | Aron Bjarnason          |
| 15 | Svezia (bandiera)             | D     | Andreas Murbeck         |
| 16 | Svezia (bandiera)             | C     | Herman Sjögrell         |
| 17 | Svezia (bandiera)             | C     | Patrik Karlsson Lagemyr |

| N. |                         | Ruolo | Calciatore        |
| -- | ----------------------- | ----- | ----------------- |
| 18 | Svezia (bandiera)       | C     | Adam Wikman       |
| 19 | Svezia (bandiera)       | A     | Noel Milleskog    |
| 21 | Sierra Leone (bandiera) | C     | Kevin Wright      |
| 22 | Svezia (bandiera)       | D     | Patrick Nwadike   |
| 23 | Svezia (bandiera)       | C     | Moustafa Zeidan   |
| 25 | Polonia (bandiera)      | P     | Filip Majchrowicz |
| 26 | Svezia (bandiera)       | C     | Isak Ssewankambo  |
| 27 | Svezia (bandiera)       | C     | Johan Karlsson    |
| 29 | Kosovo (bandiera)       | A     | Edi Sylisufaj     |
| 30 | Svezia (bandiera)       | P     | August Ahlin      |
| 31 | Svezia (bandiera)       | D     | Malcolm Jeng      |
| 32 | Svezia (bandiera)       | D     | Tim Olsson        |
| 34 | Svezia (bandiera)       | P     | Tommi Vaiho       |
| 36 | Svezia (bandiera)       | C     | August Ljungberg  |
|    | Svezia (bandiera)       | D     | Noel Hansson      |

## Stadio
Lo stadio che ospita le partite casalinghe è lo Studenternas IP, che ha una capienza di circa 6000 posti. L'impianto, sito in Ulleråkersvägen, era costituito da due tribune, una coperta e una scoperta, e presenta una pista d'atletica.
Tra il 2017 e il 2020, tuttavia, lo Studenternas IP è stato oggetto di importanti lavori di ricostruzione, i quali non hanno comunque impedito al Sirius di giocare nel frattempo nella massima serie davanti al proprio pubblico.

## Palmarès

### Competizioni nazionali
- Superettan: 1

2016
- Division 1: 1

2013
- Division 2: 1

1997

### Altri piazzamenti
- Coppa di Svezia:

Semifinalista: 2013-2014
- Superettan:

Terzo posto: 2015
- Division 1:

Vittoria play-off: 2006
Finalista play-off: 2010